# Rodrigo Riquelme (labdarúgó, 2000)
Rodrigo Riquelme (Madrid, 2000. április 2. –) spanyol válogatott labdarúgó, a Real Betis középpályása.

## Pályafutása

### Klubcsapatokban
Riquelme a spanyol fővárosban, Madridban született. Az ifjúsági pályafutását a Zaragoza és a Zaragoza csapatában kezdte, majd az Atlético Madrid akadémiájánál folytatta.
2019-ben mutatkozott be az Atlético Madrid első osztályban szereplő felnőtt keretében. Először a 2019. szeptember 1-jei, Eibar ellen 3–2-re megnyert mérkőzés 78. percében, Thomas Lemar cseréjeként lépett pályára. 2020 és 2023 között az angol Bournemouth, illetve a spanyol Mirandés és Girona csapatát erősítette kölcsönben.
2025. július 4-én ötéves szerződést írt alá a Real Betishez.

### A válogatottban
2022-ben debütált a spanyol U21-es válogatottban. Először a 2022. március 25-ei, Litvánia ellen 8–0-ra megnyert mérkőzés félidejében, Bryan Gilt váltva lépett pályára. Első válogatott gólját 2022. június 3-án, Észak-Írország ellen 6–0-ás győzelemmel zárult U21-es EB-selejtezőn szerezte meg.

## Statisztikák
2023. április 1. szerint
| Klub                     | Szezon   | Osztály          | Bajnokság | Bajnokság | Kupa és Ligakupa | Kupa és Ligakupa | Nemzetközi | Nemzetközi | Összesen | Összesen |
| Klub                     | Szezon   | Osztály          | Meccs     | Gól       | Meccs            | Gól              | Meccs      | Gól        | Meccs    | Gól      |
| ------------------------ | -------- | ---------------- | --------- | --------- | ---------------- | ---------------- | ---------- | ---------- | -------- | -------- |
| Atlético Madrid          | 2019–20  | La Liga          | 1         | 0         | 1                | 0                | —          | —          | 2        | 0        |
| Bournemouth (kölcsönben) | 2020–21  | Championship     | 16        | 1         | 3                | 1                | —          | —          | 19       | 2        |
| Mirandés (kölcsönben)    | 2021–22  | Segunda División | 36        | 7         | 3                | 1                | —          | —          | 39       | 8        |
| Girona (kölcsönben)      | 2022–23  | La Liga          | 26        | 4         | 1                | 1                | —          | —          | 27       | 5        |
| Összesen                 | Összesen | Összesen         | 79        | 12        | 8                | 3                | 0          | 0          | 87       | 15       |